# Benjamin Brändli
Benjamin Brändli (* 18. Februar 1817 in Wädenswil; † 22. Juni 1855 in Meilen) war ein Schweizer Politiker. Von 1851 bis 1854 gehörte er dem Nationalrat an.

## Biografie
Brändlis Mutter starb bei seiner Geburt, später wuchs er bei seinem Onkel auf, einem Weinhändler und Landwirt in Kehlhof bei Stäfa. Nach der Primarschule in Stäfa absolvierte er die Kantonsschule Zürich. Anschliessend studierte er Recht an den Universitäten Zürich, Göttingen und Berlin. Während dieser Zeit trat er dem Schweizerischen Zofingerverein bei. Brändli war als Zunftgerichtsschreiber und Sekretär der Notariatskanzlei Winterthur tätig, ab 1835 als Kanzleisekretär des Bezirksgerichts Zürich. Ab 1850 arbeitete er in Zürich als Rechtsanwalt und Prokurator.
Brändli lag politisch auf der Linie seines Studienfreundes Alfred Escher. 1846 wurde er in den Grossen Rat des Kantons Zürich gewählt, ebenso gehörte er dem Erziehungsrat an. Er kandidierte bei den Nationalratswahlen 1851 und wurde im Wahlkreis Zürich-Süd gewählt. Brändli galt als brillanter Redner, im Nationalrat setzte er sich insbesondere für die Schaffung des Eidgenössischen Polytechnikums ein (die heutige ETH Zürich). 1854 stellte er sich nicht der Wiederwahl, blieb aber im Grossen Rat. Er verstarb im Alter von nur 38 Jahren.